# 8883 Miyazakihayao
8883 Miyazakihayao eller 1994 BS4 är en asteroid i huvudbältet som upptäcktes den 16 januari 1994 av den japanska astronomen Takao Kobayashi vid Ōizumi-observatoriet. Den är uppkallad efter den japanske serieskaparen Hayao Miyazaki.